# ブッフ・ア・ラ・モード

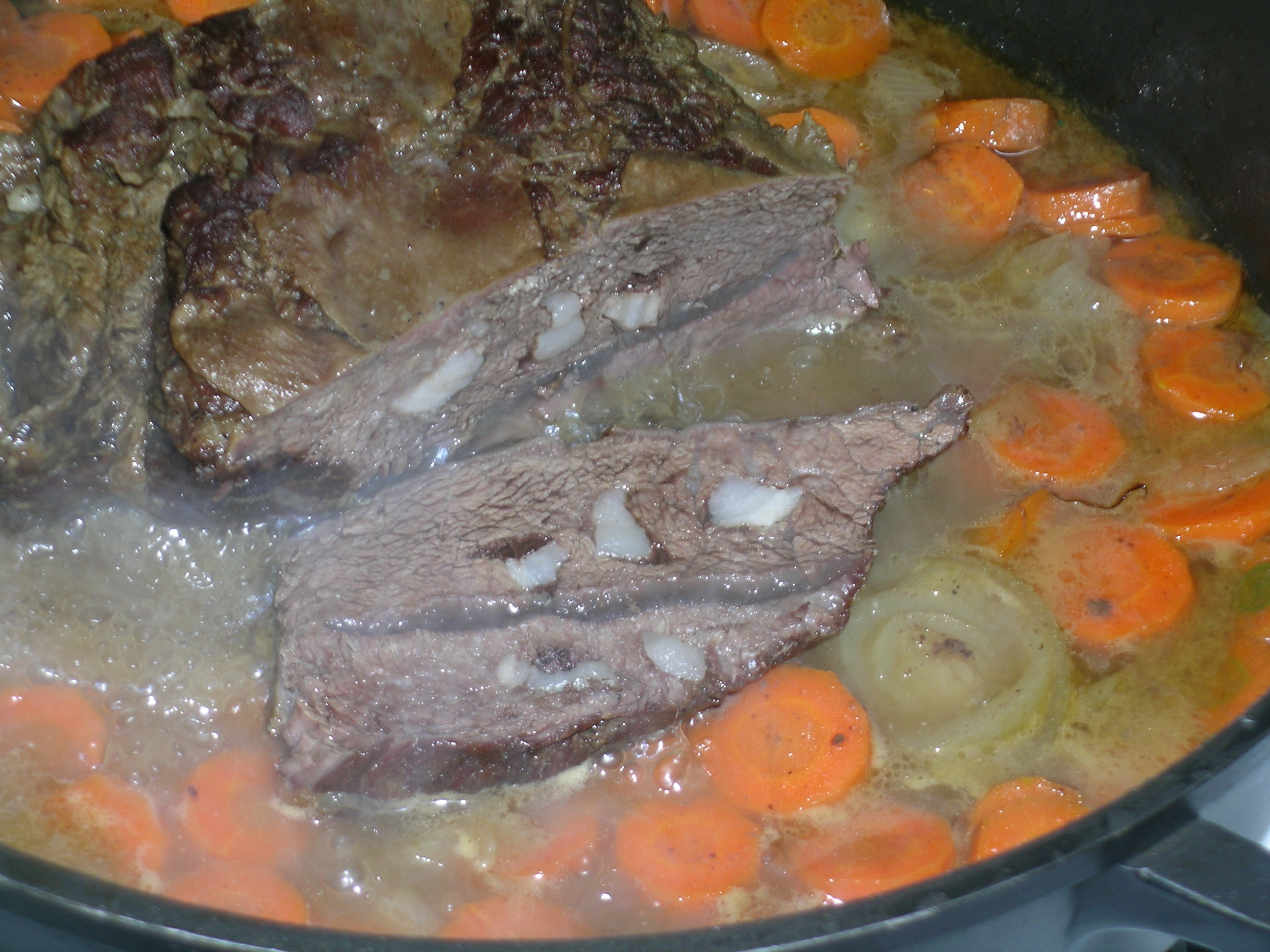
ブッフ・ア・ラ・モード

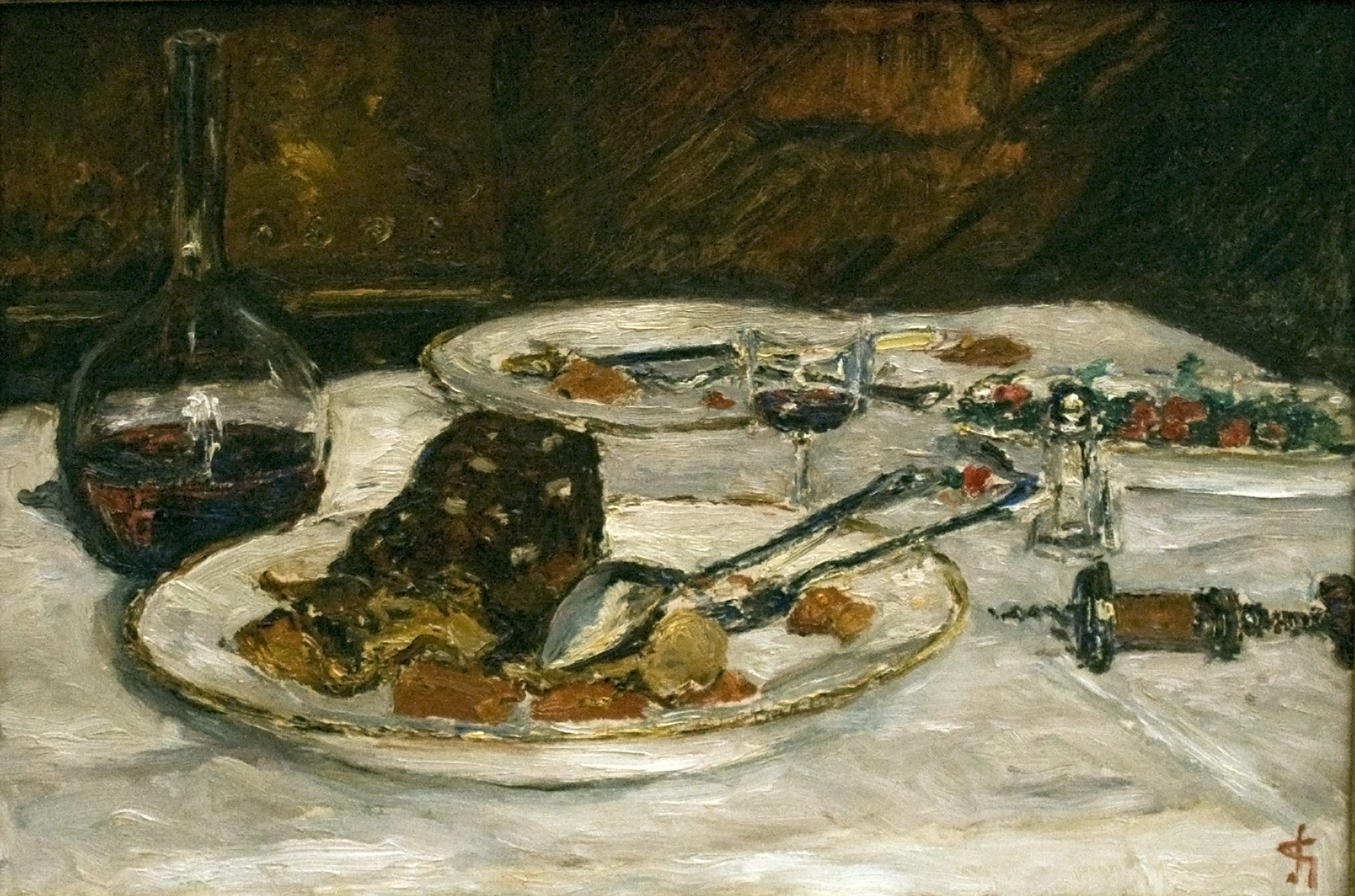
w:Charles Storm van 's Gravesande (1841–1924)による油絵Bœuf à la mode (1906年)、ハールレムのタイラーズ美術館蔵

ブッフ・ア・ラ・モード(Beef à la mode)は、フランス料理の1つで、牛肉をニンジン、タマネギ等とともにフォンとワインで蒸し煮したものである。
フランスのレシピでは、イチボの利用が好まれる。より古いレシピでは、常にラード漬けにされる。ほとんどのレシピでは、最初に牛肉をワインでマリネする。これを脂肪で焼いて焦げ目を付け、その後、ニンジン、タマネギ、ハーブとともに、フォンまたはブイヨンと赤ワインまたは白ワインからなる液体で蒸し煮する。セロリを加えるレシピも多い。トマトやブランデー、その他の蒸留酒を加えるレシピもある。多くのフランスのレシピでは、骨付きの牛すね肉を加えてゼラチンを溶出させ、ソースの濃度を高める。
最後に、煮込んだ牛肉を取り出し、休ませておく。その間に、ソースを濾して煮詰める（レデュクション）。牛肉をスライスしてこのソースとともに提供する。シンプルなà la ménagère（家庭風）では、牛肉と一緒に煮込んだ野菜を付け合わせとして添える。より複雑なà la bourgeoise（古典風）では、一緒に煮込んだ野菜は捨て、新たに調理したニンジンとタマネギを添える。
煮込み液は、全てフォンのものから、ワインとフォンの割合が1:3のもの、全てワインのものまでさまざまである。1896年のアメリカ合衆国のレシピでは、単に水で煮込むものもあった。